# Santa Barbara, California
Santa Barbara là thành phố quận lỵ của quận Santa Barbara tại tiểu bang California, Hoa Kỳ. Nằm trên một khu vực đổ theo hướng Đông-Tây của bờ biển, phần dài nhất như thế ở bờ biển phía tây của Hoa Kỳ, thành phố nằm giữa dốc, các núi Santa Ynez và Thái Bình Dương. Khí hậu Santa Barbara là thường được mô tả như Địa Trung Hải, và thành phố được nhiều người biết đến như là "American Riviera". Theo điều tra dân số năm 2010 của Cục điều tra dân số Hoa Kỳ, thành phố có dân số 88.410 người, trong khi các khu đô thị liền kề nhau, bao gồm các thành phố Goleta và Carpinteria, cùng với các khu vực chưa hợp nhất của Isla Vista, Montecito, Mission Canyon, Hope Ranch, Summerland, và những khu vực khác, có dân số 220.000 người. Dân số của toàn bộ các quận trong năm 2010 là 423.895.
Ngoài việc là một điểm đến du lịch nổi tiếng và khu nghỉ mát, nền kinh tế thành phố bao gồm các lĩnh vực dịch vụ lớn, giáo dục, công nghệ, y tế, tài chính, nông nghiệp, sản xuất, và chính quyền địa phương. Năm 2004, khu vực dịch vụ chiếm 35% đầy đủ việc làm địa phương. Giáo dục đặc biệt cũng là đại diện, với năm tổ chức học tập cao hơn trên bờ biển phía Nam (Đại học California (Santa Barbara), Santa Barbara City College, Cao đẳng Westmont, Đại học Antioch, và Viện Brooks). Sân bay Santa Barbara phục vụ thành phố, cũng như Amtrak. Xa lộ Mỹ 101 nối khu vực Santa Barbara với Los Angeles về phía nam và San Francisco ở phía bắc. Đằng sau thành phố, trong và sau các dãy núi Santa Ynez, là Rừng Quốc gia Los Padres, trong đó có một số khu vực hoang dã xa xôi.